# Zamek Śląskich Legend w Pławnej Dolnej
Zamek Śląskich Legend w Pławnej Dolnej – muzeum oraz ośrodek edukacyjno-artystyczny, mieszczący się w budynku stylizowanym na średniowieczny zamek, otoczone parkiem edukacyjno-rozrywkowym w Pławnej Dolnej, w województwie dolnośląskim, w powiecie lwóweckim, w gminie Lubomierz. Założone przez artystę Dariusza Milińskiego pełni także funkcję teatru. To jedno z najbardziej charakterystycznych miejsc popularyzujących folklor i legendy regionu Karkonoszy i Sudetów.

## Informacje

### Historia
Zamek powstał z inicjatywy lokalnego artysty, malarza i scenografa Dariusza Milińskiego, związanego z Pławną od lat 90. XX wieku. Celem przedsięwzięcia było ożywienie lokalnej społeczności i stworzenie przestrzeni artystyczno-edukacyjnej, inspirowanej legendami Śląska oraz jego bogatym dziedzictwem kulturowym. W ramach inicjatywy powstał także sąsiedni Gród Rycerski, galeria autorska, budowla tzw. Arki Noego, a także liczne instalacje plenerowe.

### Architektura
Budynek zamku, zaprojektowany w konwencji stylizowanej architektury średniowiecznej, charakteryzuje się bogatą ornamentyką i elementami nawiązującymi do motywów ludowych oraz fantastycznych (baśniowych). Przed wejściem umieszczono rzeźby przedstawiające postacie z regionalnych podań, w tym Ducha Gór (Liczyrzepy), a także figury królów i postaci historycznych, m.in. Napoleona Bonaparte.
Wewnątrz zamku znajduje się  jedyny tego typu na świecie teatr lalek, oparty na mechanice marionetkowej – tzw. strunowy teatr lalek. Wykorzystuje on naturalnej wielkości postaci, poruszane za pomocą systemu sznurków, światła i dźwięku. Spektakle, trwające około 20 minut, przybliżają widzom legendy śląskie. Po zakończeniu przedstawienia możliwy jest kontakt z elementami scenografii, rekwizytami, oraz udział w interaktywnych zajęciach teatralnych.

### Edukacja i warsztaty
W ramach działalności edukacyjnej Zamek Śląskich Legend oferuje warsztaty artystyczne i rzemieślnicze, skierowane głównie do grup zorganizowanych. Wśród proponowanych aktywności znajdują się zajęcia z zakresu ceramiki, litografii, kowalstwa, a także warsztaty teatralne i plastyczne. W przestrzeniach pracowni prezentowane są prace dzieci i młodzieży uczestniczących w programach artystycznych.

### Okolica
W bezpośrednim sąsiedztwie zamku funkcjonuje Gród Rycerski – stylizowany skansen prezentujący zabudowę obronną inspirowaną średniowieczem. W jego skład wchodzą: drewniana palisada, wieże strażnicze, zbrojownia, strzelnica łucznicza, sala rycerska, a także replika Konia Trojańskiego, dostępna do zwiedzania wewnątrz. Całość stanowi kompleks turystyczno-edukacyjny przeznaczony dla rodzin oraz osób zainteresowanych historią i kulturą regionu.
W pobliskiej Pławnej Górnej znajduje się Muzeum Przesiedleńców i Wypędzonych, również prowadzone przez Dariusza Milińskiego.